# Susan Eisenberg
Susan Eisenberg (21 agosto 1964) è una doppiatrice e attrice statunitense.

## Biografia
Di religione ebraica, è nota soprattutto quale doppiatrice di Wonder Woman. Ha prestato la sua voce alla supereroina in telefilm, cartoni animati e videogiochi.

## Filmografia parziale

### Doppiatrice

#### Film e telefilm
- Max Steel - 2 episodi (2000-2002)
- Justice League - 35 episodi (2001-2004)
- Le avventure di Jackie Chan (Jackie Chan Adventures) - 10 episodi (2000-2005)
- Justice League Unlimited - 17 episodi (2004-2006)
- Superman/Batman: Apocalypse - film TV (2010)
- Justice League: Doom (2012)
- Wonder Woman - 3 episodi (2013)
- Lego DC Super Heroes: Aquaman e la Justice League (Lego DC Comics Super Heroes: Aquaman: Rage of Atlantis) (2018)
- Justice League vs. the Fatal Five (2019)
- Masters of the Universe: Revelation - 6 episodi (2021)

### Attrice
- The Chair, regia di Chad Ferrin (2016)
- Suspense - serie TV, 16 episodi (2015-2019)